# Établissements G. Convert
Pour les articles homonymes, voir Convert.
Établissements G. Convert est une entreprise française de fabrication d'objets en celluloïd puis en produits chimiques dont les matières plastiques. Fondée en 1830 par Marie-Philippe Convert, la maison "M. Convert Fils Aîné" est d'abord spécialisée dans la vente de produits artisanaux d'Oyonnax (peignes, pipes, parapluies etc.). Sous la direction de son fils, Gustave Convert, la société se lance dans la production de celluloïd. En 1951, la maison devient la SARL "Établissements G. Convert" et continue l'exploitation des matières plastiques. Pendant plusieurs décennies et jusqu'en 1983, l'entreprise s'est distinguée dans la production et la vente de poupées et baigneurs. La société cesse son activité en 1994 et fait l'objet d'une radiation le 29 février 2016.

## Site industriel
À la fin de l'année 1904, un terrain est acquis dans la ville d'Oyonnax au lieu dit du "Grand Moulin" et une usine y est fondée dans un premier temps spécialisée dans la fabrication d'article de coiffure, puis de celluloïd en 1918. À la fermeture de la société Convert en 1993, le site est repris par une industrie plasturgique d'acétate de cellulose avant d'être laissé à l'abandon en 2013. La friche industrielle a été vendue aux enchères en 2023.

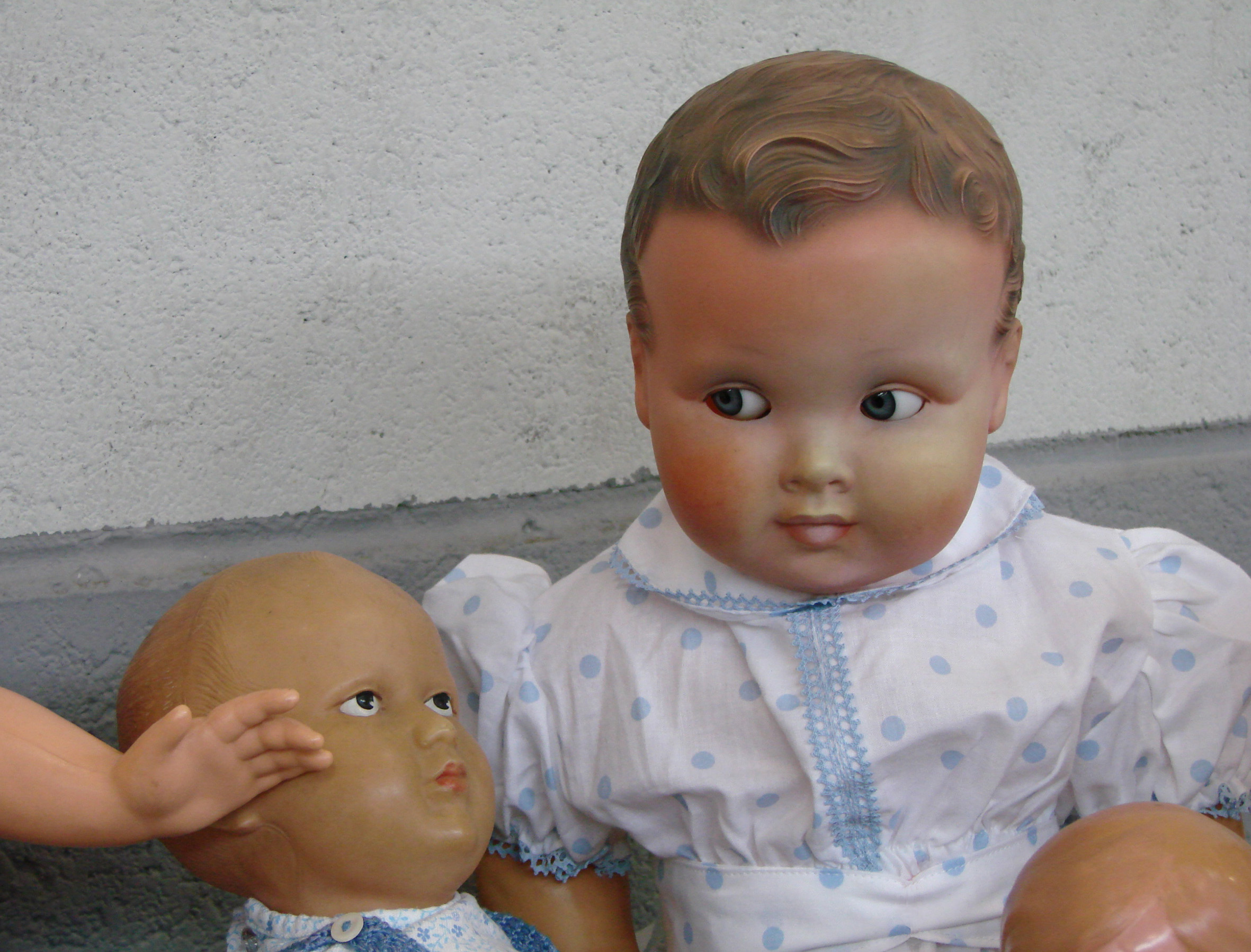
Le célèbre Nano de Convert.